# Bremsbjerg
Bremsbjerg (dansk) eller Bremsberg (tysk) er en bydel beliggende på en høj øst for Lyksborg midtby i det nordlige Angel i Sydslesvig. 
Bremsbjerg blev nævnt i 1783 og hører historisk under Munkbrarup Sogn (Munkbrarup Herred). Der skelnedes mellem Store og Lille Bremsbjerg. Navnet er afledt af bremse, som i sønderjyske dialekter bruges om forskellige insekter. Bremsbjerg er i dag præget af blandet bebyggelse af rækkehuse, etageejendomme og nyere parcelhuse. Bremsbjerg grænser i nord mod Fredskoven.